# صدف سیاه کالیفرنیا
صدف سیاه کالیفرنیا (نام علمی: Mytilus californianus) نام یک گونه از سرده دوکفه‌ای‌های میتیلوس است.